# АМН-590951 (ВПК-Урал)
«ВПК-Урал» или «Спартак» (АМН-590951, ВПК-59095С) — российский бронированный автомобиль многоцелевого назначения с повышенной защищенностью, разработанный Военно-промышленной компанией. Впервые был представлен на форуме «Армия-2019». Применялся формированиями специального назначения России во время войны на Украине.
Бронеавтомобиль предназначен для войск национальной гвардии/внутренних войск, а также для формирований специального назначения вооруженных сил. Находится на вооружении Росгвардии и ВС РФ. Демонстрировался во время парада на Красной площади в 2023 и 2024 годах. Особенностью данного автомобиля является то, что он может выдержать взрыв шести килограммов тротила.

## Основные ТТХ
- Защищённость: 
  - Баллистическая Бр5 по ГОСТ Р50963 у основных агрегатов и Бр6А у бронированной кабины.
  - От мин STANAG 3.
- Вместимость: 2 (11) человек в максимальной комплектации 4х4.
- Запас хода: 1000 км по шоссе с двигателем ЯМЗ-536.
- Преодолеваемые препятствия: стенка высотой 0,4 м, подъём 31° и спуск 20°.

На автомобиле может быть установлено различное вооружение, в том числе дистанционно управляемые модули. Кроме того, разработчиком предполагается использование этого типа бронемашин с различными прицепными грузами массой до 2500 кг.

## Место в войсках
ВПК-Урал (Спартак) применяется частями СпН Вооруженных сил России, а также частями СпН Росгвардии и разведывательными подразделениями БАРС.

## Варианты на базе
«ВПК-Урал» («Спартак») может быть колесной базой для установки различного оборудования. На базе него могут устанавливаться РСЗО, такие как Торнадо-Г.

## Боевое применение
- Война на Украине
- Военная операция России в Сирии
- Мятеж ЧВК «Вагнер»
- Гражданская война в Мали[6]

## Операторы
- Габон[7]:
  - 4 АМН-590951 приобретены для Республиканской гвардии Габона в рамках пакета российской бронетехники по соглашению 2021 года[8].
- Иран:
  - Пограничные войска СПИРИ[9].
- Российская Федерация:
  - Вооруженные Силы Российской Федерации;
  - Региональная группировка войск Союзного государства[10];
  - Африканский корпус;
  - Росгвардия.
- Казахстан:
  - Национальная гвардия Казахстана: Компонент НГ Казахстана в составе Миротворческих Сил ОДКБ.
- Ливия:
  - Вооружённые силы Ливии (Ливийская арабская армия): В 2020 году было объявлено о закупке 60 ВПК-Урал. Первые 15 поставлены в 2024 году[11].

## Интересные факты
Бронемашина PF Hulk фирмы Proforce является собираемой в Нигерии модифицированной копией АМН «Спартак» для полицейских служб стран Африки. Кроме того, «ВПК» совместно с компанией Streit Group (ОАЭ) на основе ВПК-Урал разработали  бронеавтомобиль Condor SUT MRAP.

## Фотогалерея
- ВПК-Урал Росгвардии
- На параде победы в Москве в 2023 году
- На параде победы в Москве в 2023 году
- На форуме "Армия"
- На форуме "Армия"
- На форуме "Армия"